# Neanastatus albitarsis
Neanastatus albitarsis är en stekelart som först beskrevs av William Harris Ashmead 1904.  Neanastatus albitarsis ingår i släktet Neanastatus och familjen hoppglanssteklar. Inga underarter finns listade i Catalogue of Life.